# 모범납세자
모범납세자(模範納稅者)는 대한민국에서 납세의무를 성실히 수행하여 성숙한 납세문화를 조성하고 납세를 통하여 국가재정에 크게 기여하는 등 타의 모범이 되는 자로 매년 납세자의 날(3월 3일)에 포상 또는 표창을 수여받은 자로서 성실납세자(誠實納稅者)라고도 한다.